# Annientare
Annientare (titolo originale: Anéantir) è un romanzo di Michel Houellebecq, pubblicato il 7 gennaio 2022 da Éditions Flammarion.

## Sinossi
La trama inizia nel novembre 2026, pochi mesi prima dell'inizio delle elezioni presidenziali del 2027. Il protagonista, Paul Raison, un funzionario quarantenne del Ministero dell'Economia, delle Finanze e del Bilancio, lavora nell'ufficio del ministro Bruno Juge, con il quale ha anche una stretta amicizia. Il clima politico è segnato da attacchi terroristici che inizialmente risparmiano vite umane: si tratta di attacchi estremamente sofisticati e che hanno necessitato l'impiego di importanti risorse militari, anche se non è facile valutare le motivazioni di fondo degli autori.
Il padre di Paul, Edouard Raison, è un ex membro dei servizi segreti. Paul ha un rapporto distante con la moglie Prudence, anch'essa funzionaria pubblica. Paul ha inoltre una sorella cattolica praticante, Cécile, sposata con un avvocato disoccupato, Hervé. La coppia vive ad Arras e vota apertamente per il Rassemblement National. Infine Paul ha un fratello minore, Aurélien, che lavora come restauratore d'arte presso il Ministero della Cultura ed è sposato con una donna ripugnante di nome Indy.

## Pubblicazione
La prima tiratura del romanzo è stata di 300.000 copie.

## Accoglienza
Le recensioni per Anéantir sono state ampiamente positive. Jean Birnbaum di Le Monde ha scritto: "Le pagine più toccanti del suo romanzo sono quelle in cui riesce a far vivere, tra solitudine e abbandono, gesti fugaci che fanno piangere". Étienne Campion di Marianne lo definì un "romanzo profondo sulla malattia, la sofferenza, l'agonia e la morte, che sorprenderà, se non addirittura irriterà, molti lettori". I quotidiani Le Figaro e Libération, posizionati su fronti opposti dello spettro politico, erano concordi nel lodare il successo della trama del romanzo. Allo stesso modo, un'accoglienza favorevole è stata ricevuta dalla rivista Elle e dai quotidiani regionali come Ouest-France et La Voix du Nord.